# Donveau
Donveau (parfois Donvau) est un hameau du village de Hanzinelle, dans l'Entre-Sambre-et-Meuse, en province de Namur (Belgique). Avec Hanzinelle il fait administrativement partie de la commune (et ville) de Florennes en Région wallonne de Belgique. 
Le hameau, dont l’agglomération est en continu, vers le Nord, de celle de Morialmé s’est développé autour du carrefour des routes nationales 932 (Fraire à Annevoie) et RN 975 (Châtelet à Florennes).  Le hameau – fait de la seule ‘rue de Donveau’ – est traversé par le Thyria, ruisseau qui se jette dans l’Eau d’Heure à Berzée,.
C’est à Donveau que fut construite une des deux chapelles mariales (à Notre-Dame de Banneux) promises à Notre-Dame, en reconnaissance de ce que le village de Morialmé fut protégé durant la Seconde Guerre mondiale. La deuxième chapelle mariale (à Notre-Dame de Beauraing) fut construite à la sortie de Morialmé, vers Florennes.